# アトム・ハーツ・クラブ・カルテット
『アトム・ハーツ・クラブ・カルテット』 作品70は、吉松隆がモルゴーア・クァルテットからの委嘱により1997年に作曲した弦楽四重奏曲。

## 概要
ショスタコーヴィチの弦楽四重奏曲とともにプログレッシヴ・ロックを弦楽四重奏で演奏することに力を入れているモルゴーア・クァルテットからの「1970年代プログレ風に」という依頼で作曲された。
吉松によると「ビートルズの『サージェント・ペパーズ・ロンリー・ハーツ・クラブ・バンド』にエマーソン・レイク・アンド・パーマーの『タルカス』とイエスの『こわれもの』とピンク・フロイドの『原子心母』を加え、鉄腕アトムの10万馬力でシェイクした曲」であり、正式名称は「Dr. Tarkus's Atom Hearts Club Suite」だという。曲は4楽章構成で、演奏時間は約10分。
2000年には弦楽合奏に編曲した『アトム・ハーツ・クラブ組曲第1番』作品70bが出版された。

## 編曲
吉松自身の手により、以下の編成に編曲されている。
- ギター二重奏
- ピアノ三重奏
- サクソフォーン四重奏（トルヴェール・クヮルテットの委嘱による）
- 弦楽合奏（2000年）

| スタブアイコン | サブスタブ | この項目は、まだ閲覧者の調べものの参照としては役立たない、クラシック音楽に関連した書きかけの項目です。この項目を加筆・訂正などしてくださる協力者を求めています（P:クラシック音楽/PJ:クラシック音楽）。 |